# Hermann Paul Müller

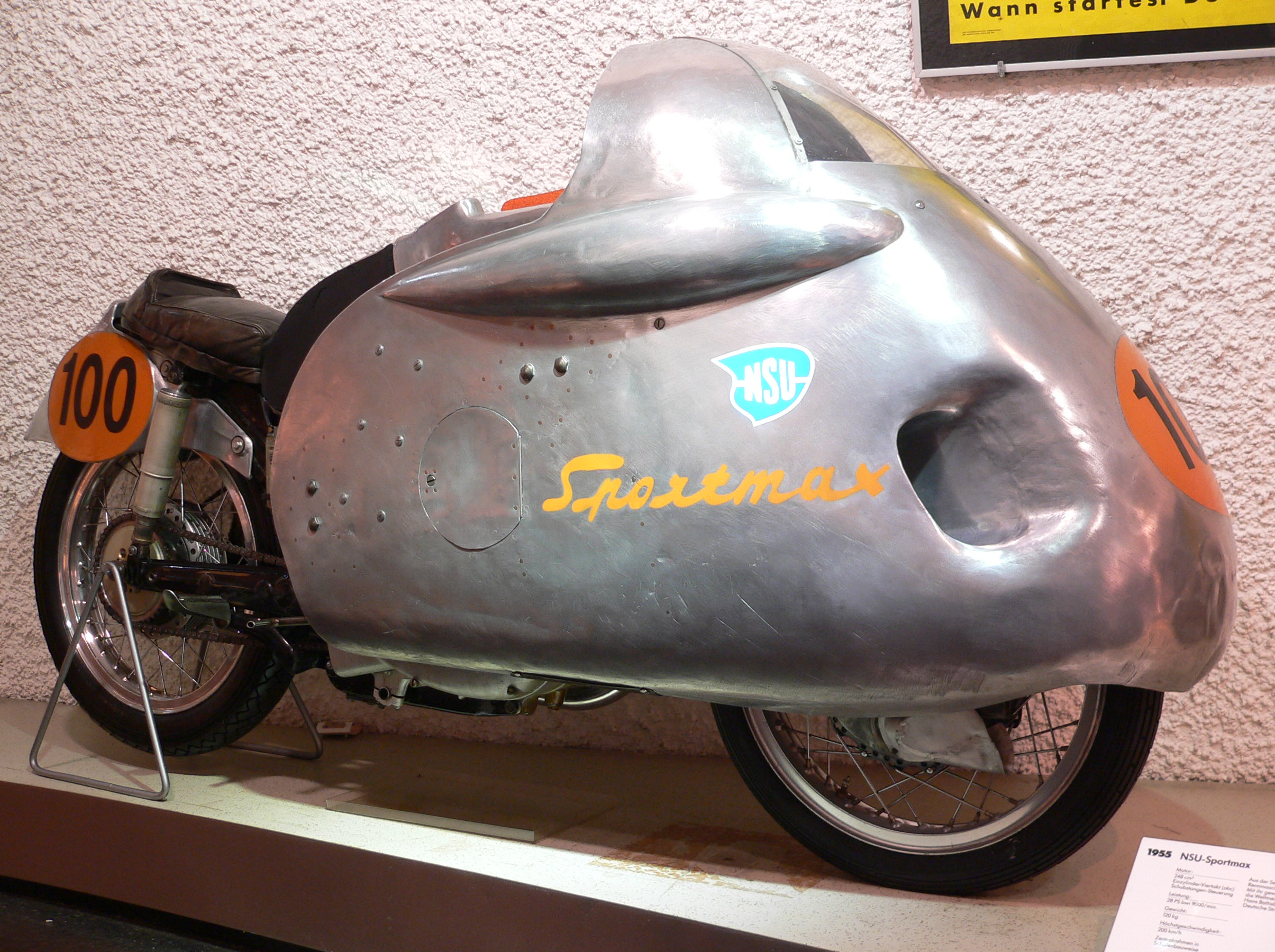
A motocicleta NSU com a qual Müller venceu a edição de 1955 do Campeonato Mundial de 250 cc.

Hermann Paul Müller (Bielefeld, 21 de novembro de 1909 – Ingolstadt, 30 de dezembro de 1975) foi um motociclista e automobilista alemão.

## Carreira

### Carros
Müller iniciou sua carreira no motociclismo em 1928, se tornando campeão alemão de Sidecar em 1932, e quatro anos depois sendo campeão nacional de motociclismo nas 500 cc. Após o título, Müller foi convidado para correr no automobilismo pela Auto Union. Correndo por esta, Müller liderava a edição de 1939 do Campeonato Europeu de Automobilismo quando este foi paralisado duas semanas antes do seu término em virtude da eclosão da Segunda Guerra Mundial. Oficialmente, o título não foi atribuído a nenhum competidor, embora a NSKK (entedidade responsável pelo automobilismo alemão na época) tenha considerado Hermann Lang (o segundo colocado no campeonato no momento da paralisação) como o campeão daquela edição.

### Motos
Após o término da guerra, Müller voltou a correr com motos, ganhando as duas primeiras edições do campeonato nacional de 250 cc (1947 e 1948) pela DKW. No ano de 1955 Müller foi campeão do mundial de 250 cc correndo pela NSU. Com esta conquista, Müller também se tornou o piloto mais velho a vencer uma edição do campeonato, título que permanece até hoje. Ainda pela NSU, Müller quebrou cinco recordes em Bonneville no ano seguinda ao título mundial.